# Mafra (Santa Catarina)
Mafra is een gemeente in de Braziliaanse deelstaat Santa Catarina. De gemeente telt 52.933 inwoners (schatting 2009).

## Aangrenzende gemeenten
De gemeente grenst aan Itaiópolis, Papanduva, Rio Negrinho, Três Barras, Antônio Olinto (PR), Lapa (PR) en Rio Negro (PR).

## Geboren
- João Braz de Aviz (1947), geestelijke, aartsbisschop van Brasilia (2004-2011) en kardinaal